# Gokomere
Gokomere, heute Gokomere Mission, ist ein Ort in Simbabwe etwa 12 Kilometer nördlich von Masvingo.

## Archäologie
Gokomere ist wegen seiner Felsmalereien bekannt, die vermutlich aus der Zeit 300 bis 650 stammen, doch die Datierung ist unsicher. Sie wurden 1927 vom Thomas Gardner, S.J. (1866–1944) in einem Feld mit riesigen Granitfelsen entdeckt. Dort fand er etwa 30 Zeichnungen, regengeschützt unter überhängenden Wänden.
Gokomere wirft Fragen hinsichtlich der Ruinen von Groß-Simbabwe auf, das etwa um 1000 erbaut wurde. Hier scheinen Jäger und Sammler, eisenzeitliche Ackerbaukultur und arbeitsteilige Gesellschaften direkt aufeinander zu stoßen. Die Gokomere/Ziwa-Tradition wird archäologisch der Eisenzeit zugeordnet mit charakteristischer Töpferei und Kupfergebrauch. Dieser Tradition werden auch Funde im unteren Sambesibassin in Mosambik bei Sena, Chinde und Matola zugeordnet.